# Суперкубок Оману з футболу 2019
Суперкубок Оману з футболу 2019  — 19-й розіграш турніру. Матч відбувся 13 вересня 2019 року між чемпіоном Оману клубом Дофар та володарем кубка Оману клубом Сур.
| Володар Суперкубка Оману 2019 |
| ----------------------------- |
|                               |
| Дофар Третій титул            |

## Матч

### Деталі
| 13 вересня 2019 17:45 (EEST) |

| Дофар                                      | 4:0      | Сур |
| ------------------------------------------ | -------- | --- |
| Саїд 25' Джаза 38' Аль-Алаві 82' Салех 84' | Протокол |     |

| Ель-Рустак, Ер-Рустак |